# Arenc

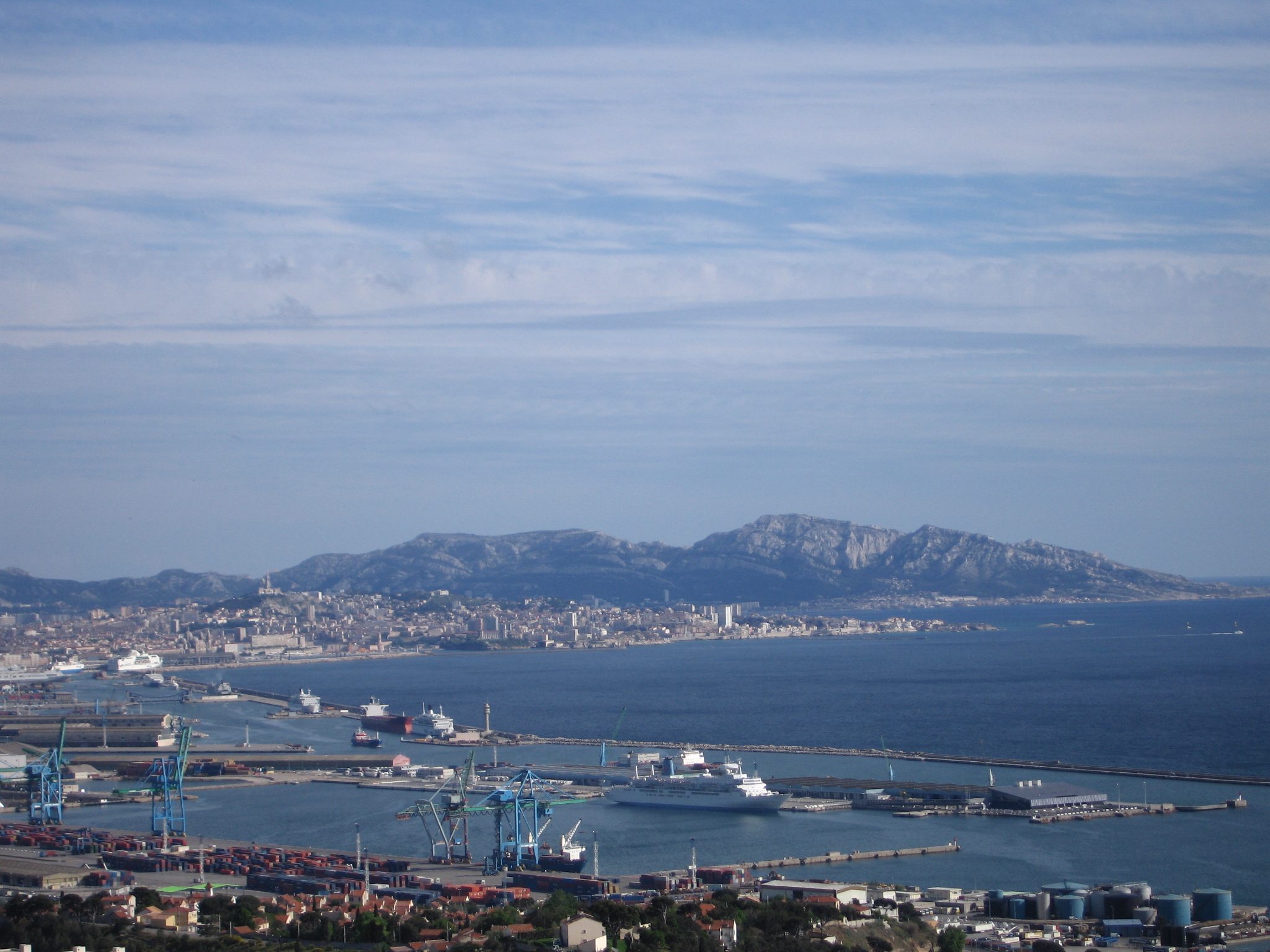
Port autonome de Marseille

Arenc (qui se prononce \aʁɛ̃k\ soit approximativement  « arinc ») est un quartier du 2e arrondissement de Marseille. Il  est occupé en majeure partie par les bassins est du Grand Port Maritime de Marseille, du bassin de la Joliette à celui du Président Wilson, ainsi que par des infrastructures ferroviaires et logistiques.

## Origine du nom
En provençal « areno », « arena », « aren », « arenc » désigne un site sablonneux. Autant d’odonymes qui figurent sur les cartes de la côte marseillaise des XVIIe et XIXe siècles. Le quartier tiendrait ainsi son nom de la plage sablonneuse située à l’embouchure des ruisseaux des Aygalades et de Plombières, qui a disparu lors de l’extension du port de commerce au milieu du XIXe siècle. Cette étymologie est cependant mise en doute par Alfred Saurel qui la juge « trop évidente » et considère que nous ne sommes pas en état de retrouver la véritable».

## Limites du quartier
Le quartier administratif d'Arenc, au sens du décret no 46-2285 du 18 octobre 1946 qui a délimité les 111 quartiers de Marseille, est limitrophe de plusieurs quartiers des 15e, 3e et 2e arrondissements : La Calade, La Cabucelle, Les Crottes, Saint-Mauront, La Vilette et La Joliette,.
Il est délimité au nord par le bassin portuaire Léon Gourret; à l'est par le chemin du Littoral, le chemin de la Madrague-Ville, la rue Cazemajou, des sections de la rue d'Anthoine, de l'avenue Roger-Salengro, des boulevards Mirabeau et de Paris, de la rue de Chanterac et du boulevard Jacques Saadé Quai du Lazaret; au sud par la traverse Jean Charcot et le bassin de la Joliette; à l'ouest par la digue du large.
Historiquement le toponyme « Arenc » est présent dans un territoire plus vaste que celui de ce quartier administratif. Par exemple l’ancien lazaret d'Arenc se situait dans l'actuel quartier de la Joliette, l’usine à gaz d’Arenc celui des Crottes, l’église Saint Martin d’Arenc à La Villette.

## Histoire

### L’anse et la plage d’Arenc
Jusqu’au milieu du XIXe siècle Arenc n’est qu’un petit faubourg proche du rivage, le long du Grand chemin d’Aix, dans un terroir encore rural entre Saint-Lazare et Les Crottes. L’anse d’Arenc, aux eaux toujours calmes où s'abritent les bateaux de pêche, est un des rares bord de mer accessible à proximité de la ville. Les marseillais y viennent le dimanche des quartiers voisins : Saint-Lazare, La Joliette, le Pentagone (Place Marceau), la Charité. Des cabarets et des restaurants aux terrasses ombragées accueillent sur la côte et le long des ruisseaux un public populaire. Au nord de la plage le Château-Vert, « folie » construite avant la Révolution par un riche négociant marseillais, est un restaurant réputé, conseillé par les guides touristiques et fréquenté par « monde élégant » de Marseille ainsi que par de célèbres hôtes de passage : Alexandre Dumas, Lamartine, Gérard de Nerval, Guillaume 1er.
Deux établissement de bains de mer luxueux y sont créés vers 1820 : les Grands bains de la Méditerranée par le négociant Vailhen, et les Bains de mer Giraudy par le docteur Giraudy qui privatisent une partie du rivage en dépit des protestations des pêcheurs et des baigneurs,.
Arenc devient une fois par an un haut lieu de la tradition provençale du caramentran. Le mercredi des cendres, jour de la fin du carnaval, un joyeux cortège populaire y conduit un mannequin juché sur un âne et le brûle sur la plage. Le lendemain les journaux rendent compte de l'évènement, la densité de la foule et la chaleur des libations donnant la mesure du climat de la ville.
En 1856 débute la construction des bassins portuaires du Lazaret et d’Arenc. D’énormes terrassements font avancer le trait de côte et disparaître la plage et ses établissements de bains. Le Château-Vert est démoli en 1865. Aujourd'hui, la traverse du Château-Vert, voie en épingle à cheveux située entre l’avenue Roger-Salengro et la rue Cazemajou, en reste l’unique témoin.

### Le port de commerce
Dans les années 1840 le Vieux-Port, trop encombré, ne suffit plus à accueillir les navires de commerce. Un nouveau port  se déploie par extensions successives sur la côte nord, à l'abri de la digue du large dans le quartier de La Joliette puis dans celui d'Arenc, occasionnant un bouleversement radical de la topographie : promontoires arasés, anses comblées par les déblais, ligne de rivage rendue rectiligne. Le Lazaret est transféré aux îles du Frioul,.
Une loi du 5 août 1844 ordonne d'abord la construction du port auxiliaire de La Joliette, achevé en 1853 et lui aussi rapidement saturé. Dans son prolongement la loi du 10 juin 1854 organise l'aménagement un complexe portuaire constitué des bassins du Lazaret et d'Arenc et de docks-entrepôts concédé à la Compagnie des Docks et Entrepôts de Paulin Talabot directeur de la Compagnie des chemins de fer de Paris à Lyon et à la Méditerranée (PLM) qui en obtient l’exploitation pour une durée de quatre-vingt-dix-neuf ans,.
Pour assurer le trafic des marchandises tout un réseau de voies ferrées relie le port à trois gares. La gare maritime de la Joliette, à l'arrière des docks, est mise en service en 1864 sur un embranchement allant de L'Estaque à la gare Saint-Charles (puis supprimée lors de l'aménagement du quartier par Euroméditerranée). Sur la même ligne, au voisinage du bassin de radoub inauguré en 1871, une gare de formation des trains et la gare de marchandises d'Arenc sont mises en service en 1891 et en 1897, et sont toujours en service.
L'extension du port se poursuit ensuite dans le quartier d'Arenc jusqu'au bassin du Président Wilson aménagé en 1909, puis  jusqu'à L'Estaque.

### Les débuts  de l'urbanisation: la «trame Mirès»
Sur les terrains gagnés sur la mer la Société des ports de Marseille de Jules Mirès construit dans le quartier de la Joliette des immeubles de rapport de type haussmannien organisés selon une trame orthogonale dite « trame Mirès » coupée en diagonale par la rue Impériale reliant le Vieux-Port aux nouveaux docks. Dans le quartier d'Arenc la trame est principalement occupée par des entrepôts. C'est sur ce tracé viaire que se réalisent à partir de 2007 les opérations de renouvellement urbain conduites par Euroméditerranée.

### Déportations depuis la gare d'Arenc en janvier 1943
Les 22, 23 et 24 janvier 1943 les forces d’occupation allemande et la police française font une rafle dans les quartiers du Vieux-Port. Vingt-mille personnes, vieillards, enfants, femmes et hommes de tous âges, juifs, résistants, militants et personnes considérées comme suspectes sont forcées d'évacuer leur domicile et conduites en tramway à la gare de marchandises d’Arenc. Elles y sont embarqués dans des wagons à bestiaux en direction d'un camp de détention à Fréjus, puis pour une partie d'entre elles, vers les camps de Drancy et de Compiègne d’où elles sont déportées vers des camps de concentration nazis,.

### Prison «clandestine» dans le port de Marseille
Un hangar situé dans le port entre le bassin d'Arenc et celui de de la Grande Joliette, et dont il ne reste rien, a servi jusqu'en 2006 hors de tout cadre juridique de centre de rétention administrative pour des étrangers en situation irrégulière. Les faits sont révélés en 1975 par l'avocat d'un des retenus et font alors l'objet d'une campagne de presse. En 1981 après légalisation la rétention administrative un centre de rétention est construit dans le quartier du Canet (voir l'article Affaire d'Arenc pour plus de détails).

## Aménagement
Le quartier d'Arenc est au cœur du projet Euroméditerranée, décrété opération d'intérêt national, qui transforme cet ancien quartier industriel en grand pôle tertiaire et commercial, avec notamment le centre commercial « les Terrasses du Port » et la série de gratte-ciels des quais d'Arenc.

## Transport et logistique

### La gare de triage Marseille-Maritime-Arenc
La gare de formation des trains Marseille-Maritime-Arenc se déploie entre le chemin de la Madrague-Ville et le boulevard des Bassins de Radoub. Ses vingt-cinq voies de service sont comprises entre les deux voies de la ligne de L'Estaque à Marseille-Joliette. La gare dispose d'une rotonde en partie tronquée. Elle est surplombée par une passerelle piétonne qui relie le chemin de la Madrague-ville au boulevard des Bassins de Radoub et qui se trouve sur l’itinéraire du sentier de grande randonnée GR 2013.

### La plateforme logistique Sogaris
La plateforme logistique Sogaris dont l'entrée se situe au no 14 rue d'Anthoine, est implantée depuis 2010 sur le site de l’ancienne de gare de marchandises d’Arenc. Située à proximité des réseaux routiers et des infrastructures portuaires, elle est occupée principalement par des entreprises se consacrant à la distribution urbaine de marchandises: stockage, messagerie, distribution du dernier kilomètre, dont DHL, Chronopost, La Poste, e-commerçants tels que Auchandirect et Grosbill.
Les bureaux et logements de l'ancienne gare situés le long de la rue d'Anthoine et inscrit à l'inventaire général du patrimoine culturel de la Base Mérimée ont été démolis au début des années 2000,. Le jeune héros de La muette d’Arenc et des nistons d'Arenc, romans du journaliste et écrivain marseillais Robert Dagany, est supposé habiter dans l'un de ces immeubles.
La construction d'une cité judiciaire sur la plateforme Sogaris est annoncée pour 2030. Ce projet suscite l'inquiétude des commerçants et des acteurs du monde judiciaire implantés au centre-ville à proximité du Palais de Justice,.

### Le pôle d'échanges multimodal
La gare d'Arenc-Euroméditerranée est une halte ferroviaire située sur la ligne de L'Estaque à Marseille-Saint-Charles. Elle est mise en service en 2014 lors de l'aménagement du quartier par Euroméditerranée. Elle est desservie par des trains du réseau TER Provence-Alpes-Côte d'Azur de la ligne de L'Estaque à Marseille-Saint-Charles. Située à proximité de la station de tramway Arenc Le Silo et des arrêts de plusieurs lignes de bus de la RTM ainsi que de lignes départementales, elle constitue l'un des composants d'un pôle multimodal desservant le quartier d'affaires Arenc-Euroméditerranée.
Le sud du quartier est desservi par les lignes de tramway    , l'arrêt Arenc Le Silo en étant le terminus. Le prolongement de la ligne T3 dans les quartiers d'Arenc et des Crottes jusqu'à la station de métro Capitaine Gèze est programmé pour décembre 2025 .
Le quartier est également desservi par les lignes de bus      de la RTM , par les lignes  33 34 36 49 et traversé par la ligne   C8  du réseau Les bus de la Côte Bleue.

### Autoroutes
Deux viaducs autoroutiers surplombent le quartier : celui de l’autoroute du littoral (A55), dont l’accès se fait au nord par l’échangeur du Cap Pinède et au sud par le viaduc Storione, et le viaduc d’Arenc (A557) qui rejoint l'autoroute du littoral au niveau de la tour CMA-CGM.

## Dans le quartier
...

## Cartes
1. ↑  « Plan topographique de la ville de Marseille et de la totalité de son territoire », sur gallica.bnf.fr. Carte issue du plan cadastral de 1819-1821, éditée en 1832. Zoomer vers le nord : l’auberge du Château-Vert et l'anse d’Arenc se situent au nord du Lazaret et du quartier Saint-Lazare.
2. ↑  « Plan du territoire de Marseille… », sur gallica.bnf.fr. Carte éditée en 1852. Zoomer vers le nord : le restaurant du Château-Vert et le Bains Giraudy sont au nord de l’anse d’Arenc. Des pointillés indiquent l’emplacement du « Port d’Arenc projeté ».
3. ↑  « Plan de Marseille, indiquant les travaux projetés. », sur gallica.bnf.fr, 1866.

ZOOMEZ VERS LE NORD. En bleu le trait de côte. L'anse d'Arenc se situait au niveau de la place d'Arenc et des ruisseaux des Aygalades et de Plombières qui se jettent dans l'angle nord de l'anse.
4. ↑  « Compagnie des docks et entrepôts de Marseille. Plan indiquant les nouveaux ports et les établissements de la Compagnie en construction et en projet. Avril 1861 », sur gallica.bnf.fr.
5. ↑  « Projet d'extension du port de Marseille », sur gallica.bnf.fr. Carte de la fin des années 1850. En rouge :  la gare d'Arenc et de la gare de formation des trains projetées.
6. ↑  « Plan du port de Marseille en 1922 », sur gallica.bnf.fr, 1922.
7. ↑  « Plan général de la distribution des quartiers et des quais de la Joliette et d'Arenc, concédés a M. Mirès, appartenant à la Société des ports de Marseille », sur gallica.bnf.fr. Plan des îlots constituant la trame Mirès. En gris clair les terrains gagnés sur la mer.